# Plymsvanspungråtta
Plymsvanspungråtta (Glironia venusta) är ett däggdjur i familjen pungråttor (Didelphidae) och den enda arten i sitt släkte.

## Utseende
Djuret har en tät och ullig päls med en brun grundfärg. Två mörkbruna eller svarta strimmor i ansiktet påminner om en mask. Svansen är lite längre än övriga kroppen och bär med undantag av den nakna spetsen yviga hår. Individerna når en kroppslängd mellan 16 och 20 centimeter samt en svanslängd mellan 20 och 23 centimeter.

## Utbredning
Hittills har man bara hittat nio individer av arten, alla i regnskogar i Brasilien, Peru, Ecuador och Bolivia. På grund av kroppsbyggnaden (motsättlig tumme och gripsvans) antar man att den främst lever i träd.

## Ekologi
Det är nästan ingenting känt om artens levnadssätt. Det antas att den liksom andra pungråttor är aktiva på natten. Troligen lever individerna mest ensamma och är allätare.

## Bevarandestatus
Trots att så få exemplar har hittats, listas arten av IUCN som livskraftig (least concern).

## Systematik
Artens position i systematiken är inte helt utredd. Ofta betraktas den som nära släkting till ullpungråttorna och listas tillsammans med dessa i underfamiljen Caluromyinae. Andra zoologer listar arten i en egen underfamilj, Glironiinae.